# آر.سی. پیتز
آر. سی. پیتز (انگلیسی: R. C. Pitts; ۲۳ ژوئن ۱۹۱۹ – ۲۹ اکتبر ۲۰۱۱) بازیکن بسکتبال اهل ایالات متحده آمریکا بود.
وی در مسابقات کشوری و بین‌المللی در مجموع برندهٔ ۱ مدال طلا شده‌است.